# Кафедральный капитул
Кафедральный капитул — в католицизме и в некоторых ветвях протестантизма — коллегия (совет) клириков при епископской кафедре.
В VIII веке во Франции общежитие клириков кафедральной церкви получило название кафедрального капитула, а общежития клириков других церквей — коллегиатских капитулов; члены капитулов назывались канониками. Но эта организация была недолговечной, общежития распались, и с XI века лишь каноники немногих церквей жили согласно монашеским правилам и потому назывались «регулярными». С другой стороны, кафедральный капитул сделался постоянным церковным установлением, и права его постоянно расширялись; он получил известное влияние на управление диоцезом, особенно с тех пор, как ему предоставлено было повсеместно в Германии право выбора епископа.
В Священной Римской империи члены кафедрального капитула (Domkapitulare, Domherrn, Kanoniker, Chorherrn) избирались из представителей знати; они самостоятельно управляли делами капитула, имели своих должностных лиц, особенно для управления значительными имуществами капитула, и при всяком выборе епископа стремились к ограничению его власти. С течением времени звание каноника превратилось в статью дохода для имперской знати; каноники обыкновенно даже не жили в месте своего служения, для исполнения же духовных своих обязанностей назначали викариев.
После того как в 1803 году духовные княжества в Германии были секуляризованы, а вместе с ними уничтожены были и прежние богатые капитулы, кафедральный капитул превратился в обыкновенное церковное установление, не лишенное, впрочем, автономии.
Первое место среди членов капитула принадлежит дигнитариям (dignitarii, dignitates), каковы декан и пробст; иногда в состав капитула входит лишь один из них. Как корпорация, капитул имеет известную внутреннюю автономию (в установлении статутов, в управлении имуществом, в назначении должностных лиц и т. п.); в то же время он составляет совет при епископе. Правительственные акты епископа, предпринятые без совета или помимо согласия капитула, в тех случаях, когда это требуется каноническим правом (например, при осуществлении епископом своей так называемой законодательной власти; во всех делах, касающихся самого капитула; при определении и низложении церковно-должностных лиц; при осуществлении канонической дисциплины над клиром) или согласие каптитула (при отчуждении или обременении церковных имуществ; при упразднении, разделении, соединении и инкорпорации бенефиции; при назначении новых церковных налогов; при введении обязательного для всего диоцеза праздника; при принятии в коадъюторы), считаются недействительными.
По общему правилу, капитулу принадлежит право выбора епископа, утверждаемого Папой; выбор этот должен состояться в течение 3-х месяцев со дня открытия вакансии. С того момента, когда епископская кафедра делается вакантной (sede vacante), управление епархией переходит к капитулу (если нет епископа-коадъютора с правом преемства кафедры), который в течение 8 дней обязан поставить эконома для управления имуществом епископии и капитулярного викария — для осуществления епископской юрисдикции; оба они с замещением кафедры дают отчет в своих действиях новому епископу. Sede impedita, то есть когда епископская кафедра юридически не считается вакантной, но фактически епископ поставлен в невозможность осуществлять свою епископскую должность (лишен свободы, взят в плен и т. п.), управление также переходит к капитулу; но Папа может в таких чрезвычайных случаях прислать своего апостольского викария.
Капитулы существуют и в англиканской церкви.
Протестантские капитулы, сохранявшиеся в Пруссии и Саксонии (Бранденбург, Наумбург, Мерзебург, Цайц, Мейссен), были не церковными установлениями, а комплексами имуществ, доход с которых служил для выдачи наград за выдающиеся заслуги государственных людей и полководцев. В настоящее время такие капитулы сохранились в Наумбурге и Мерзебурге.